# Karakol
För andra betydelser, se Karakol (olika betydelser).
Karakol (kirgiziska: Каракол), 1889-1921 och 1939-1991 Prsjevalsk, är den fjärde största staden i Kirgizistan. Staden har omkring 67 000 invånare (2009) och ligger nära den östra spetsen av sjön Ysyk-Köl, cirka 15 mil från gränsen mot Kina. Karakol är administrativt centrum i provinsen Issyk-Kul.

## Historia
En rysk militär utpost grundades den 1 juli 1869, Karakol växte därefter då upptäcktsresande kom för att kartlägga bergen och dalarna som skiljer Kirgizistan från Kina. 1880 ökade befolkningen då dunganer, kinesiska muslimer, kom till Karakol som krigsflyktingar från Kina. 
År 1888 dog den ryske upptäcktsresanden Nikolaj Przjevalskij av tyfus i Karakol, då han här förberedde en expedition till Tibet. Staden döptes om till Prsjevalsk till hans ära. Efter lokala protester återfick staden sitt ursprungliga namn år 1921, ett beslut som upphävdes av Stalin 1939 för att fira hundraårsdagen av upptäcktsresandens födelse. Karakol förblev sedan Prsjevalsk tills Sovjetunionens sönderfall 1991.
Den närliggande sjön Ysyk-Köl användes av den sovjetiska militären som testplats för driv- och styrsystem för torpeder, och Karakol blev därigenom hem för en betydande befolkning av militär personal och deras familjer.

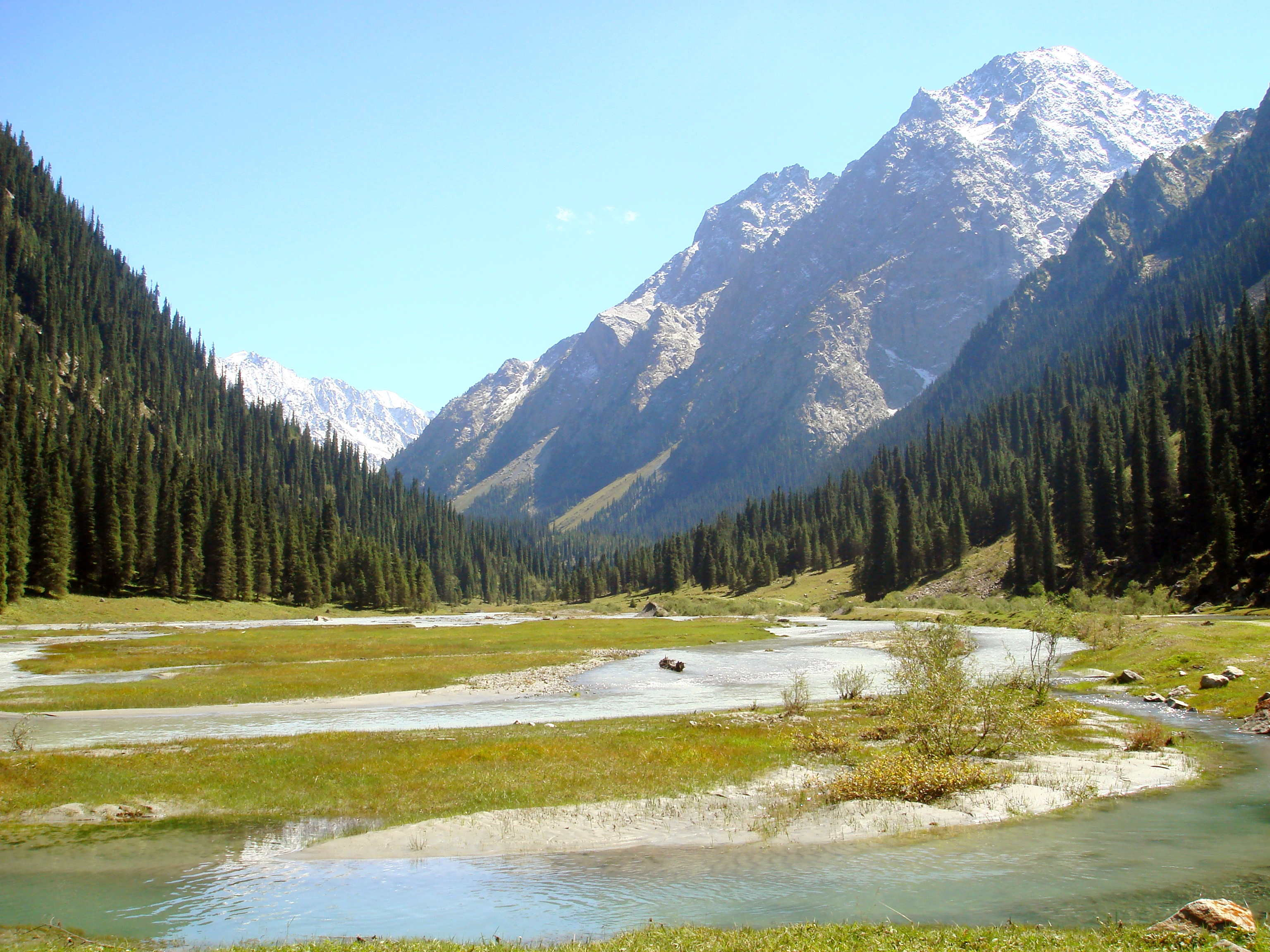
Karakoldalen.

## Besöksmål
Karakol är en av Kirgizistans större turistdestinationer, eftersom staden är en bra utgångspunkt för vandring, skid- och snowboardåkning och bergsklättring i Tianshan. Strax utanför staden ligger en stor skidanläggning. 2 mil sydväst om Karakol ligger kurorten Jeti-Ögüz. 9 km norr om staden finns Przjevalskijs grav, en minnespark och ett litet museum tillägnat honom och andra ryska upptäcktsresanden i Centralasien.
Bland stadens sevärdheter finns ryskortodoxa Heliga treenighetskyrkan, färdigställd 1895, och en trä-moské byggd av kinesiska hantverkare åt dunganflyktingarna åren 1907-1910.